# Hata Shunroku
Hata Shunroku (Kanji: 畑 俊 六, sinh ngày 26 tháng 7 năm 1879 - mất ngày 10 tháng 5 năm 1962) là một Nguyên soái (Gensui) thuộc Quân đội Hoàng gia Nhật Bản trong Thế chiến II. Ông là sĩ quan quân đội Nhật mang quân hàm nguyên soái còn sống cuối cùng. Hata đã bị kết án về tội ác chiến tranh và bị kết án tù chung thân sau chiến tranh.

## Tiểu sử

### Thời niên thiếu
Hata sinh ra tại của quận Fukushima, khi đó cha ông là một samurai của miền Aizu. Khi còn 12 tuổi, gia đình chuyển đến Hakodate- Hokkaidō, nhưng đến khi 14 tuổi, ông được nhận vào học tại trường trung học có uy tín là First Tokyo. Tuy nhiên, cha ông lại mất cùng năm đó. Không có khả năng học phí, Hata chuyển sang học tại Trường Huấn luyện Quân đội, thay vào đó là tốt nghiệp lớp 12 của Học viện Quân đội Hoàng gia Nhật năm 1901 với tư cách là trung úy pháo binh. Hata phục vụ trong cuộc chiến Nga-Nhật. Vào tháng 11 năm 1910, ông tốt nghiệp Trường Cao đẳng Sỹ quan Quân đội khóa 22 với bảng điểm cao nhất.
Nằm trong quân đội Đức từ tháng 3 năm 1912, Hata ở Châu Âu suốt Thế chiến I với tư cách là một nhà quan sát viên quân sự. Ông được thăng quân hàm thiếu tá vào tháng 9 năm 1914 và trung tá vào tháng 7 năm 1918 khi còn đang ở Châu Âu, và ông vẫn là thành viên của phái đoàn Nhật Bản trong các cuộc đàm phán Hòa ước Versailles vào tháng 2 năm 1919.
Khi trở lại Nhật Bản, Hata được giao chỉ huy Trung đoàn pháo binh số 16 của quân đội hoàng gia Nhật Bản(IJA) vào tháng 7 năm 1921, được thăng lên vị trí chỉ huy trưởng và chỉ huy lực lượng pháo binh hạng nặng số 4 của quân đội hoàng gia Nhật Bản vào tháng 3 năm 1926.
Hata sau đó được phân công vào bộ phận kế hoạch chiến lược của Tổng tham mưu Quân đội Nhật Bản. Hata được thăng quân hàm trung tướng vào tháng 8 năm 1931 và trở thành Tổng thanh tra của Trung tâm Đào tạo Pháo binh. Sau đó, ông được lệnh chỉ huy tại cơ sở Sư đoàn số 14 của quân đội hoàng gia Nhật Bản vào tháng 8 năm 1933. Rồi tiếp tục chỉ huy Không quân Hoàng gia Nhật Bản từ tháng 12 năm 1935, và trở thành chỉ huy quân đội Đài Loan- Nhật Bản năm 1936.

### Chiến tranh Trung-Nhật thứ hai và Thế chiến II
Sự thăng cấp bậc quân hàm của ông diễn ra rất nhanh trong Chiến tranh Trung-Nhật lần thứ hai: Nhà tham mưu, tổng thanh tra đào tạo và huấn luyện quân sự của quân đội nói chung vào cuối năm 1937. Ông được bổ nhiệm làm Tư lệnh Đạo quân Viễn chinh Trung Quốc tháng 2 năm 1938, thay thế Tướng Matsui Iwane- người đã được lệnh quay về Nhật Bản trong vụ Nam Kinh. Hata trở thành quân sư cấp cao cho Nhật hoàng Shōwa vào tháng 5 năm 1939 và sau đó là Bộ trưởng Chiến tranh (Minister of War) từ tháng 8 năm 1939 đến tháng 7 năm 1940 dưới thời Thủ tướng Nobuyuki Abe và Mitsumasa Yonai.
Hata trở lại Trung Quốc làm Tổng tư lệnh Lục quân viễn chinh Trung Quốc vào tháng 3 năm 1941. Ông là chỉ huy chính của Nhật trong Chiến dịch Chiết Giang - Giang Tây, trong đó có nguồn tin ghi "Trung Quốc tuyên bố rằng hơn 250.000 thường dân bị giết". Hata được thăng cấp bậc Nguyên soái vào ngày 2 tháng 6 năm 1944 sau khi chiến thắng của Nhật Bản trong Chiến dịch Ichi-Go.
Hata được lệnh chỉ huy quân đội thứ hai, có trụ sở tại Hiroshima từ năm 1944 đến năm 1945 để phòng bị cho cuộc tấn công của quân Đồng minh tới các hòn đảo ở Nhật Bản. Ông đã ở Hiroshima vào đúng thời điểm vụ đánh bom nguyên tử và lên nắm quyền chỉ huy thành phố sau vụ nổ. Hata là một trong những tướng lĩnh cao cấp đồng ý với quyết định đầu hàng, ông cũng từ chức trong danh hiệu Nguyên soái để chịu trách nhiệm cho những thất bại của quân đội trong chiến tranh.

### Đem ra xét xử
Hata đã bị các lực lượng chiếm đóng của Mỹ bắt giữ sau khi kết thúc chiến tranh và bị cáo buộc về tội ác chiến tranh. Ông là Nguyên soái duy nhất sống sót của Nhật Bản, người đã phải đối mặt với cáo trạng hình sự cùng nhiều bị cáo khác. Năm 1948, Tòa án quân sự quốc tế ở Viễn Đông kết án ông với án tù chung thân vì tội "âm mưu, gây chiến tranh xâm lược, không tuân theo nghĩa vụ của mình để ngăn chặn hành động tàn bạo". Hata được ân xá trả tự do vào năm 1954, và đứng đầu một quỹ từ thiện vì lợi ích của những cựu chiến sĩ từ năm 1958. Ông qua đời vào năm 1962, trong khi tham dự một buổi lễ tôn vinh người chết vì chiến tranh.
Anh trai của Shunroku, Eitaro Hata (1872-1930), cũng là một tướng lĩnh trong Quân đội Hoàng gia Nhật Bản, là chỉ huy trưởng Đạo quân Quan Đông, cho đến khi qua đời vì viêm thận cấp.

## Cấp bậc quân hàm
- Thiếu úy: Tháng 6 năm 1901
- Trung úy: Tháng 11 năm 1903
- Đại úy: Tháng 6 năm 1905
- Thiếu tá: Tháng 4 năm 1914
- Trung tá: Tháng 7 năm 1918
- Đại tá: Ngày 20 tháng 7 năm 1921
- Thiếu tướng: Ngày 2 tháng 3 năm 1926
- Trung tướng: Ngày 1 tháng 8 năm 1931
- Đại tướng: Ngày 1 tháng 11 năm 1937
- Nguyên soái: Ngày 2 tháng 6 năm 1944